# 27-ヒドロキシコレステロール
27-ヒドロキシコレステロール (27-Hydroxycholesterol) は、コレステロールの代謝物質。